# 엘리사베타 곤차가

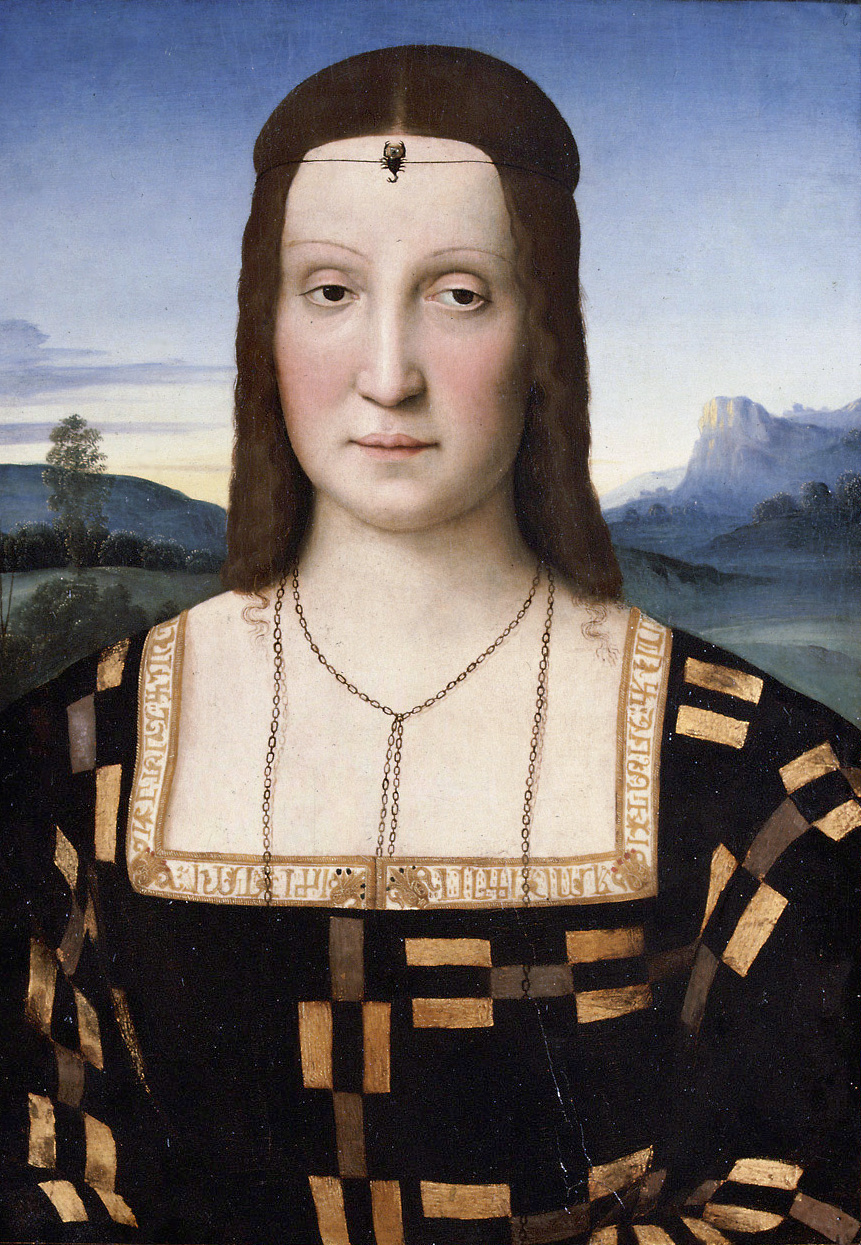
엘리사베타 곤차가의 초상화 (1504년 경, 라파엘로 작.

엘리사베타 곤차가(Elisabetta Gonzaga, 1471년–1526년)는 세련되고 우아한 삶으로 유명한 이탈리아 르네상스 시기의 귀족 여성이다. 곤차가 가문 출신인 그녀는 만토바 후작인 프란체스코 2세 곤차가의 자매이자 우르비노 공작부인이였다. 성적으로 무기력했던 그녀의 남편 구이도발도 다 몬테펠트로 공작으로 인해, 엘리사베타는 친자식들을 두지 못했으나 남편의 조카이자 후계자인 프란체스코 마리아 1세 델라 로베레를 입양하였다.

## 생애
엘리사베타는 만토바 후작 페데리코 1세 곤차가와 마르가레테 폰 바이에른 사이에서 둘째 딸로 만토바에서 태어났다. 그녀의 형제로는 프란체스코 2세 곤차가가 있다.
그녀는 1489년에 우르비노의 공작 구이도발도 다 몬테펠트로와 혼인했다. 구이도발도는 병약하고 성적으로 무능력하였기에, 그들은 자식을 두지 못했으나, 엘리사베타는 이혼을 거부하고 그의 병을 간호하였다.
엘리사베타의 교육은 15세기 후반 이탈리아의 일부 훌륭한 인격을 지닌 자들의 무리를 그녀의 삶으로 이끌게 하였다. 그녀의 궁정은 작가, 예술가, 학자들을 이끌게 했다. 그녀의 귀족 지위는 16세기의 강력한 정치에 접촉과 개입을 하게 해주었다. 그녀는 르네상스의 영햑력있는 후원가이자 정치인이였던 이사벨라 데스테의 시누이이기도 했다.
1502년 6월 21일 체사레 보르자는 우르비노를 점령하고, 구이도발도를 싸우게 만들고 엘리사베타를 손님으로서 묶고 있던 만토바에 강제로 남게하였다. 그녀는 1503년까지 그곳에 머물다가 베네치아에서 구이도발도와 재회하였다. 그들은 1504년에 그들의 권력을 되찾았다. 자식이 없었던 그들은 같은 해에 상속을 확실히 하기 위해 14세였던 구이도발도의 자매의 아이인 프란체스코 마리아 1세 델라 로베레를 입양한다.
1506년에 엘리사베타는 알폰소 1세 데스테와 혼인하러 페라라로 향하던 루크레치아 보르자의 여행길에 어쩔수없이 동참했었다. 또한 동시대의 증인들은 그 결혼식에서 그녀를 묘사하기를:
페라라에 들어갈때, 그녀는 황금색으로 수를 놓은 검은 벨벳 천을 씌운 검정색의 노새를 탔으며, 황금색이 박힌 삼각형이 흩어져 있는 검은 벨벳의 망토를 입었다; 어느날 실내에서 그녀는 트임이 있는 갈색 벨벳 망토를 입었으며, 많은 황금 사슬로 연결되어 있었다; 또다른 날에는 금실로 수를 높은 검은 벨벳으로 만든 드레스와 보석으로 장식한 목걸이와 왕관을 썼다; 어떤 날에는, 글자가 수놓아져있는 검은 벨벳으로 된 예복을 입었다.

g36세의 나이로 1508년에 구이도발도가 사망하자, 그녀는 미성년자인 후계자의 섭정으로서 우르비노에서의 거주를 계속하였다.
1509년에 프란체스코 마리아 1세는 가문을 더욱 번성게 한 엘리사베타의 조카인 엘레오노라 곤차가와 혼인을 했다.
그러나 1516년 6월에 그녀는 자신의 조카였던 로렌초 데 메디치(로렌치노라고 불린 로렌초 2세 디 피에로)에게 우르비노 공국을 주길 원한 교황 레오 10세에 의해 우르비노에서 추방당하고만다. 함께 추방당한 그녀의 조카 엘레오노라와 한푼도 없었던 그들은 페라라로 피난을 갔으며, 그곳에서 엘리사베타는 1526년에 사망했다.

## 문화적 언급
엘리사베타 곤차가는 그녀와의 대화를 기반으로 한 작가 발다사레 카스틸리오네의 1528년의 저서 《궁정론》에 의해 불멸화됐다.
1504년에서 1506년 사이의 그려진 그녀의 초상화는 예술가 라파엘로가 그린 것이고 이탈리아 피렌체 우피치 미술관에서 소장하고 있다.

## 추가 읽을 거리
- Sarah Bradford, Lucrezia Borgia, Milano, Mondadori, 2005. ISBN 88-04-55627-7
- Maria Bellonci, Lucrèce Borgia (1991), ISBN 2-87027-423-8
- David Englander,Culture and Belief in Europe, 1450-1600: An Anthology of Sources, Published by Blackwell Publishing, 1990 ISBN 0-631-16991-1page 77
- Paula Findlen, The Italian Renaissance: The Essential Readings, published by Blackwell Publishing, 2002, ISBN 0-631-22283-9page 35
- Marcia B. Hall, The Cambridge Companion to Raphael,Published by 케임브리지 대학교 출판사, 2005, ISBN 0-521-80809-Xpage 29
- Baldassare Castiglione,The Book of the Courtier, Translated by Leonard Eckstein Opdycke, Published by Courier Dover Publications, 2003, ISBN 0-486-42702-1Page 320 (note 12 to page 2)